# Mousseaux-Neuville
Mousseaux-Neuville är en kommun i departementet Eure i regionen Normandie i norra Frankrike. Kommunen ligger i kantonen Saint-André-de-l'Eure som tillhör arrondissementet Évreux. År 2022 hade Mousseaux-Neuville 641 invånare.

## Befolkningsutveckling
Antalet invånare i kommunen Mousseaux-Neuville
Referens:INSEE